# Rodelbaan
Rodelbaan in De Waarbeek (Hengelo, Overijssel, Niederlande) ist eine Stahlachterbahn, die 1930 eröffnet wurde. Sie gilt nach Montaña Suiza im spanischen Parque de Atracciones Monte Igueldo als zweitälteste, sich noch in Betrieb befindliche Stahlachterbahn der Welt.

## Technik
Die Bahn besitzt einzelne Wagen mit Platz für jeweils vier Personen. Die Sitze sind gepolstert.
Die Strecke selbst verfügt praktisch über zwei Arten von Schienen: eine Laufschiene und eine Art Sicherungsschiene, welche leicht nach oben und nach außen versetzt ist. Auf der Laufschiene rollen die Haupträder, welche den Rädern eines Eisenbahnzugs ähneln, wo der Raddurchmesser an der inneren Seite größer ist, als an der Außenseite. Die Laufräder dienen also zugleich als Führungsräder. Zusätzlich verfügen die Wagen über Underfriction-Wheels, welche unterhalb der Sicherungsschiene laufen und ein Abheben der Wagen verhindern soll.

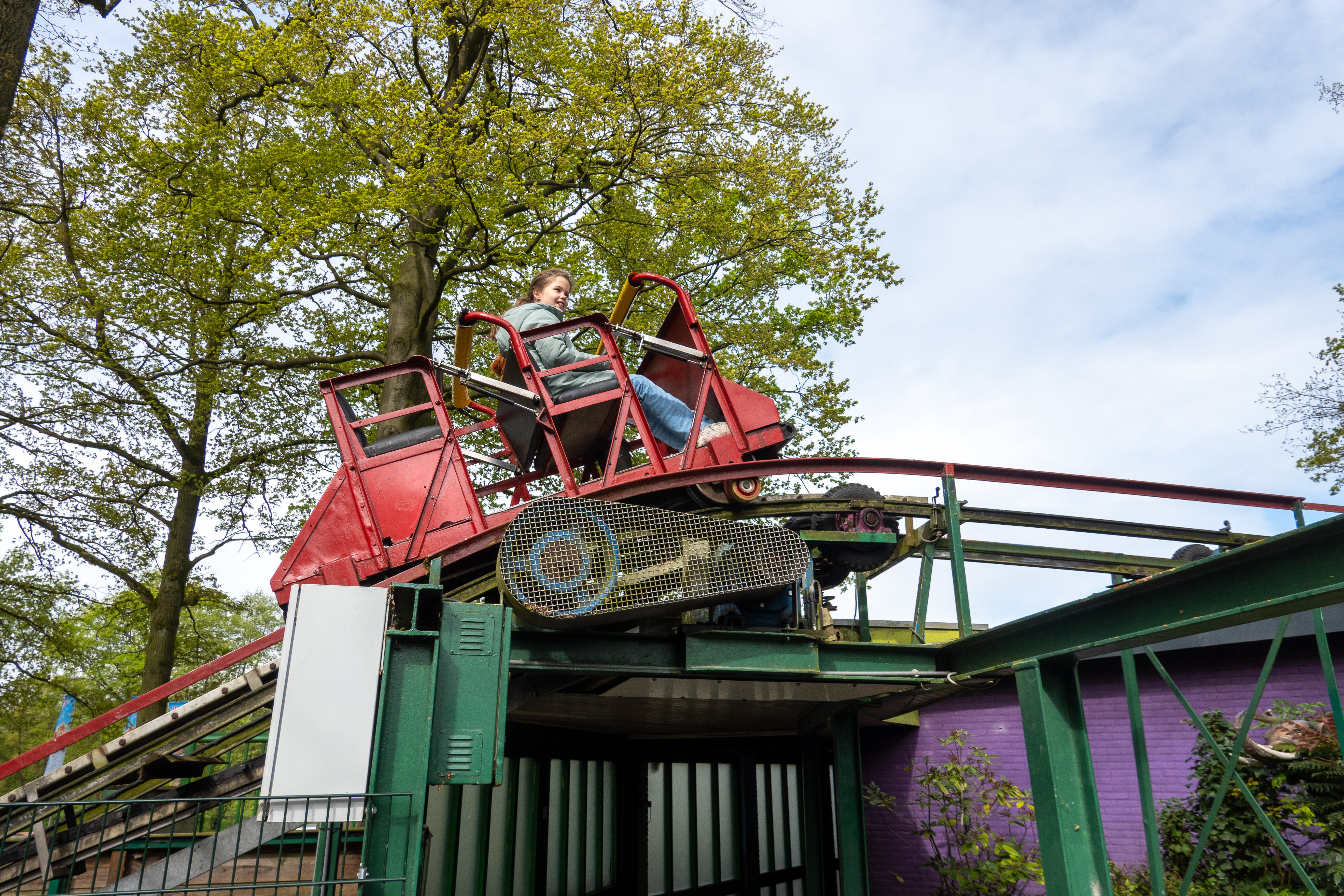
Wagen auf dem Lifthill
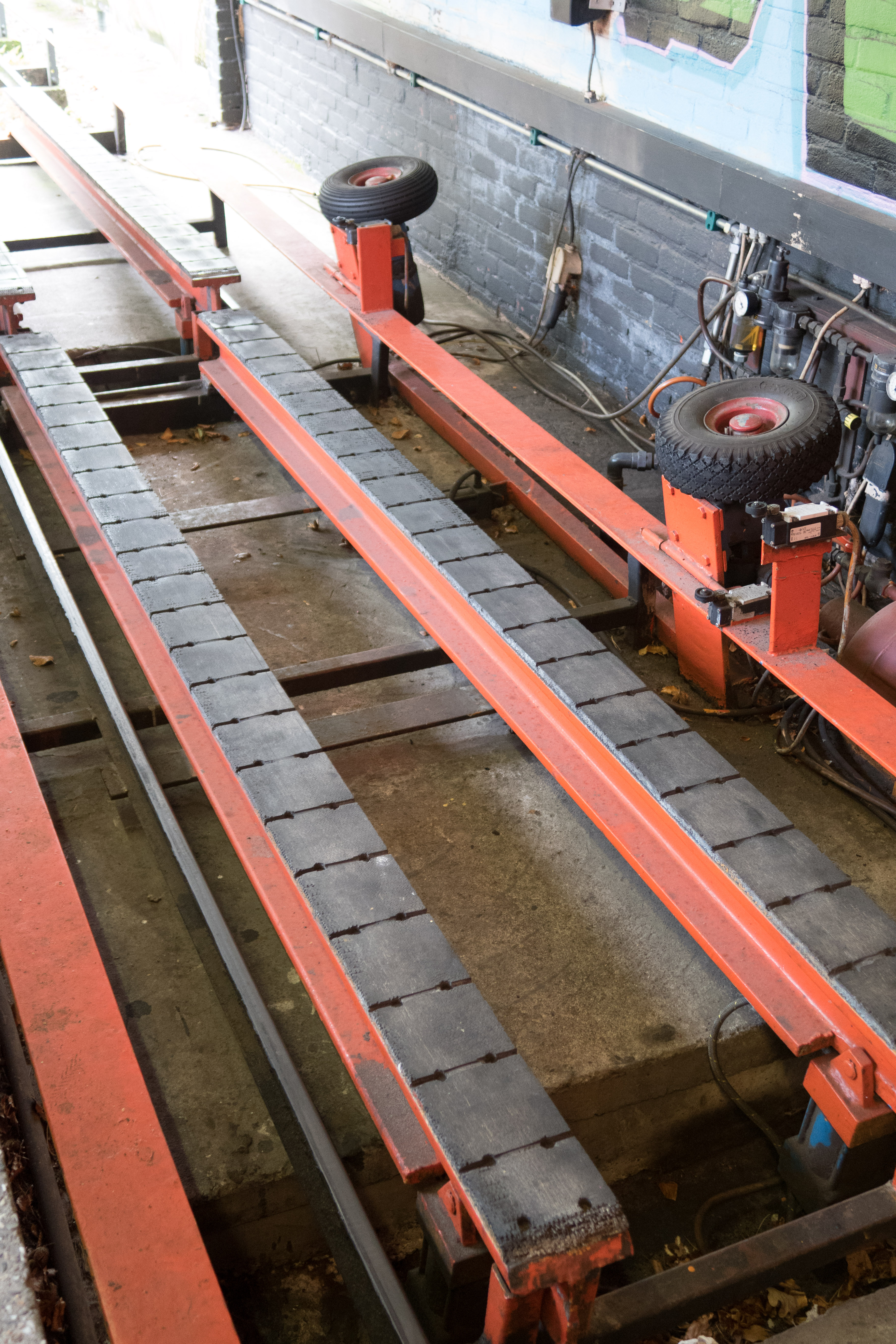
Station und Schlussbremse